# L'ora di New York
L'ora di New York (The Clock) è un film del 1945 diretto da Vincente Minnelli.

## Trama
Il caporale Joe Allen, in licenza per due giorni a New York, appena arrivato si imbatte casualmente alla Pennsylvania Station in Alice Maybery, una giovane che lavora in città come segretaria da tre anni. Visto che proviene dalla profonda provincia americana e non ha alcuna idea su come trascorrere il tempo nella grande metropoli, Joe prima riesce a convincere Alice a permettergli di accompagnarla a casa, poi addirittura a fargli da guida per qualche ora, tra Central Park e il Metropolitan Museum of Art. Quando infine devono lasciarsi, tra i due si è già creato un legame ed Alice accetta l'invito di Joe a reincontrarsi quella stessa sera.
Malgrado la coinquilina Helen, inorridita dal racconto di quell'incontro casuale, tenti di dissuaderla dal reincontrare di nuovo il soldato e la spinga invece verso una più sicura uscita già programmata, riuscendo anche a convincerla in un primo momento, Alice seppur in ritardo si presenta all'appuntamento con Joe, sotto l'orologio dell'Astor Hotel, e insieme cenano e trascorrono una piacevole serata, in cui approfondiscono la conoscenza reciproca. Vista l'ora tarda e l'assenza di mezzi pubblici, accettano un gentile passaggio da Al Henry, alla guida di un furgone delle consegne del latte, ma il tragitto verso casa di Alice si rivela problematico: prima il furgone buca una gomma, poi Al viene colpito da un ubriaco nel bar dove si sono fermati in attesa dell'arrivo della squadra di manutenzione che sostituisca la gomma, quindi Joe e Alice per l'intera nottata assistono e poi addirittura sostituiscono il malconcio Al nel suo lavoro di consegna del latte, infine lo riportano a casa, dove fanno colazione insieme a lui ed alla moglie.
I due vorrebbero trascorrere insieme anche quel secondo e ultimo giorno a disposizione di Joe, ma nella metropolitana vengono separati dalla tremenda confusione dell'ora di punta. Riescono però a ritrovarsi ritornando al luogo del loro appuntamento, sotto l'orologio dell'Astor Hotel e, ormai convinti dei propri sentimenti l'uno per l'altra e del fatto che anche il destino li voglia unire, decidono di sposarsi quel giorno stesso, prima della partenza di Joe. Ma gli ostacoli burocratici sono tali che devono impiegare l'intera giornata per superarli e riescono a sposarsi solo all'ultimo minuto, facendo rientrare in ufficio il funzionario incaricato ed utilizzando come testimoni gli inservienti delle pulizie. Alice, delusa fino alle lacrime da quella sbrigativa cerimonia, solo una pallida imitazione di un vero matrimonio, si rifugia in una chiesa, seguita da Joe, e lì i due innamorati, completamente soli, si scambiano nuovamente i voti nuziali.
La mattina seguente, dopo la prima notte insieme come sposi, Joe deve lasciare Alice e tornare al suo campo militare, da cui dovrà partire per la guerra.

## Distribuzione
Il film ebbe la sua anteprima negli Stati Uniti il 30 marzo 1945, venendo distribuito in tutta la nazione a partire dal 25 maggio successivo.
In Italia non è mai stato distribuito nei cinema; fu trasmesso per la prima volta direttamente in televisione il 29 luglio 1986 su Raitre, pochi giorni dopo la morte di Minnelli.

## Accoglienza

### Critica
Secondo il Dizionario Mereghetti, si tratta di un «amabile bozzetto di tono realistico [...] sottovalutato dal pubblico del tempo». Emanuela Martini (FilmTv) lo definisce «un esemplare, raro, di "realismo sofisticato"».